# Sveriges Yrkesmusikerförbund
Sveriges Yrkesmusikerförbund, SYMF, är en facklig organisation som organiserar yrkesverksamma sångare och musiker. Förbundet bildades 1984 genom en utbrytning från Svenska musikerförbundet och tillhör sedan 1985 TCO. Ordförande är Gunnar Jönsson.

## Medlemmar
Sveriges Yrkesmusikerförbund har enligt Medlingsinstitutet cirka 1900 medlemmar. 2023 hade SYMF en organisationsgrad på åttio procent i  symfoniorkestrar och ensembler.
Frilansare är den enskilt största avdelningen inom förbundet.